# 小栗重吉
小栗 重吉（おぐり じゅうきち、天明5年（1785年） - 嘉永6年1月2日（1853年2月9日））は、江戸時代後期の船頭である。史上最も長期にわたって漂流した人物として知られている。

## 生涯
三河国佐久島（現・愛知県西尾市）の百姓・善三郎の次男として誕生。後に尾張国半田村（現愛知県半田市）の百姓・庄兵衛の養子となる。

### 漂流
1813年（文化10年）、重吉は尾張藩の小嶋屋庄右衛門所有の船・督乗丸（約120トン）の船頭として、部下の乗組員13名と共に師崎から江戸へ出航した。しかし江戸から帰還する途中、遠州灘で暴風雨に巻き込まれ遭難。この時乗組員の1人が海に転落している。
舵を破損した督乗丸は、海流に乗って太平洋を漂流。以後1815年（文化12年）に、アメリカ合衆国カリフォルニア州サンタバーバラ付近の洋上でイギリスの商船フォレスター号に救助されるまで、484日間にわたって漂流した。生存者は、重吉以下音吉、半兵衛の3名であった。

### 帰還
命を取りとめた重吉らは、シトカからペトロパブロフスク・カムチャツキーに送られ、ロシア船パヴェル号で択捉島へ護送された。この間の1816年（文化13年）6月に、半兵衛が病死。最後に残った2人は国後島からノッケ岬、根室を経て、同年9月に松前に到着。江戸で事情聴取を受けた後、1817年（文化14年）4月に身柄を尾張藩に移され、5月に帰郷を果たした。
なお、1832年（天保3年）にやはり遠州灘で遭難し漂流、シンガポールで客死した人物として山本音吉がいるが、重吉の部下の音吉とは無関係である。

### その後
生還した重吉は、新城藩（現愛知県新城市）の家老で国学者の池田寛親の聞き取りによる口述筆記にて『船長日記（ふなおさにっき）』を書き上げた。同書には、積み荷の大豆をきな粉にしたり、魚を釣ったりして飢えをしのいだこと、同乗の乗組員が壊血病や栄養失調で次々と命を落とす様子、救助後のアメリカにおける生活などが記録されている。鎖国下の日本における数少ない海外見聞録であると共に、長期にわたって極限状態に置かれた人間の心理が描かれた、文学的価値の高い資料でもある。この他にも、ロシア人と共に生活した体験を『ヲロシアの言』に記している。

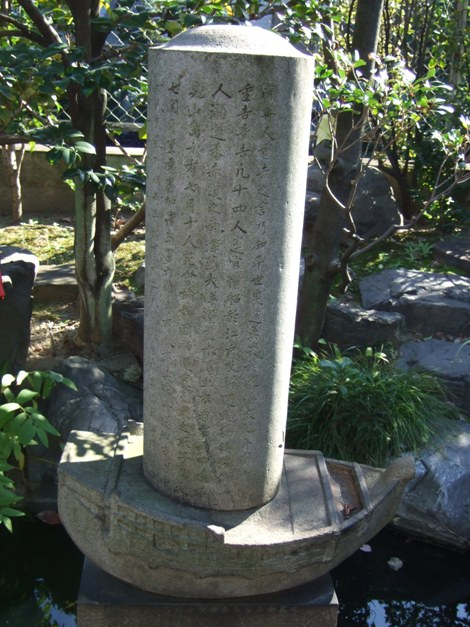
成福寺（名古屋市熱田区）の境内に現存する「船頭重吉の碑」

重吉は尾張藩から5石2人扶持、名字帯刀を許されると共に、御水主の職を得るが、2ヶ月で辞職。死亡した乗組員の供養に余生を捧げた。1824年（文政7年）頃、著作を売り歩いたりして得た資金を投じ、台座が廻船の形をした慰霊碑を笠寺に建立。1853年（嘉永6年）に重吉が死去してからは放置されていたが、同年成福寺（名古屋市熱田区）へと移設された。帆柱の部分には「南無阿弥陀仏」の文字が、また台座には死亡した乗組員の名が刻まれている。

## 年表
- 1785年（天明5年） 三河国佐久島にて生誕
- 1813年（文化10年） 督乗丸、遠州灘で遭難
- 1815年（文化12年） フォレスター号に救助される
- 1816年（文化13年） 松前に到着。取り調べを受ける
- 1817年（文化14年） 半田村へ帰郷
- 1818年（文政元年） 苗字帯刀を許され、小栗姓を名乗る
- 1822年（文政5年） 『船長日記』完成
- 1824年（文政7年）頃 督乗丸乗組員の慰霊碑「船頭重吉の碑」建立
- 1853年（嘉永6年） 死去。享年69
- 1980年（昭和55年） 記念碑「海の男　船頭重吉出生之地」建立
- 1988年（昭和63年） 新城藩主・菅沼氏の菩提寺で『船長日記』の原本発見
- 2001年（平成13年） 『船長日記』の碑建立

## 関連書籍
- 小林茂文『ニッポン人異国漂流記』（1999年12月、小学館）ISBN 978-4096261224
- 三田村博史『漂い果てつ―小栗重吉漂流譚』（2013年9月、風媒社）ISBN 978-4833120814
- 二宮隆雄『知多偉人列伝(第1巻)』（2006年6月、鹿友館）ISBN 978-4947636188